# مهاجرت آزاد
مهاجرت آزاد یا مهاجرت باز این موضع است که مردم باید بتوانند، به طور رایگان به هر کشوری که انتخاب کنند، مهاجرت کنند. گرچه مهاجرت آزاد و تجارت آزاد یک مسئله نیستند، مهاجرت آزاد به روح تجارت آزاد شباهت دارد، و مدافعین هر دو اقتصاددانان  بازار آزاد  هستند که بر این اساس که  علم اقتصاد یک  بازی مجموع-صفر نیست و این که به نظر آنان، بازارهای آزاد، بهترین شیوه برای ایجاد یک نظام اقتصادی منصفانه تر و متوازن است، زین رو مزایای اقتصادی را برای همهٔ طرف‌های درگیر افزایش می‌دهد. با وجود تفاوت‌های قابل توجه بین ایدئولوژی‌های سیاسی، بسیاری از  لیبرترینها، , سوسیالیستها، و آنارشیستها و نیز عینیت گرایان مدافع مهاجرت آزادند. از دیدگاه حقوق بشری می‌توان مهاجرت آزاد را می‌توان متمم اصل ۱۳   اعلامیه جهانی حقوق بشر  دانست:
1. هر انسانی سزاوار و محق به داشتن آزادی جابه جایی [حرکت از نقطه‌ای به نقطه‌ای دیگر] و اقامت در [در هر نقطه‌ای] درون مرزهای مملکت است.
2. هر انسانی محق به ترک هر کشوری، از جمله کشور خود، و بازگشت به کشور خویش است.